# 真理国
真理国（日语：真理国），是指1994年至1995年期间，奥姆真理教模仿日本政体在教团内部秘密成立的一个以教主麻原彰晃为首的秘密结社。

## 成立背景
麻原彰晃创建奥姆真理教后，随着奥姆真理教势力的扩展，麻原的政治野心也随之膨胀。麻原一心想当领袖，当总理大臣，为此曾于1990年2月动员教徒组建真理党，派出24名骨干连同自己在内共25人参加第39届日本众议院大选，尽管花费了两亿多日元，结果麻原在日本全国仅获得1728张选票，其它24人也全部落选。经过这次打击之后，麻原认为用合法手段难以达到其政治目的，于是走上了与政府对抗，以武力夺取政权的道路。1990年以后，麻原一方面在名牌大学、高科技企业、日本自卫队及政府中发展信徒，其中不少是优秀的医生、化学家、物理学家和电脑奇才，并在自卫队中安插间谍；一方面大量购置武器，组织武装力量，研制沙林毒气。麻原招收所谓「白衣爱教军」，作为日后夺取政权的主力。这支部队的主要成员是奥姆真理教的出家修行信徒。麻原利用在俄罗斯传教的关系，借用当地军中信徒，设计了所谓「军训旅游」，安排他们到俄罗斯特种部队受训，以使其具备战斗能力。1994年，奥姆真理教开始实施「白衣圣爱战士计划」，公然培养士兵，准备与国家权力机关对抗。其教内的科技省为教团装备1000支步枪和100万发子弹。他们甚至从前苏联买回了一架苏制米17武装直升机和一台军用检测芥子气的仪器，开设地下兵工厂。

### 造访中国
1994年2月22日，麻原彰晃率奥姆真理教内村井秀夫、新实智光、井上嘉浩、早川纪代秀、远藤诚一、中川智正等80余名重要人员造访中国。麻原非常崇拜和尚出身、参加红巾军起义夺得天下的明太祖朱元璋，幻想从明代这位马上皇帝的亡灵那里获取龙袍加身的经验和力量。麻原自称明太祖朱元璋转世，因此前往南京与明孝陵参观（其实麻原更有名的是所谓埃及法老转世之说，并也曾到过埃及）。在访华途中，麻原声称：“1997年，我将成为日本之王；到2003年，世界大部分地区都将纳入奥姆真理教的势力范围，仇视真理的人必须尽早杀掉。”明确表达了其图谋以武力推翻日本政府、建立“奥姆国家”、进而征服世界的构想。

## 成立經過

### 政體的建立
奥姆真理教势力的扩展，助长了麻原的政治野心。为此麻原披着宗教的外衣，暗中从事政治活动，试图建立政治、神权一体化的奥姆国家，统治日本和世界。该教自1987年成立以后，陆续在富士山下购买了大片土地，秘密建立了一个国中之国——真理国。总部设在山梨县上九一色村。
1994年麻原在其教团内部宣布建立“真理国”，并于同年7月颁布了具有宪法性质的《真理国基本律》，宣布采用政教合一的政体。麻原等人还制定了“奥姆宪法”，又称“奥姆佛法”、“大宇宙圣法”。该法规定：麻原为“神圣法皇”，神圣不可侵犯；他根据“大宇宙圣法”，以拯救所有灵魂为目的，统治“真理国”；“神圣法皇”对于违反律令者，依“大宇宙圣法”处以刑罚；所有“真理国”的国民必须为灵魂升天努力修行，捍卫“大宇宙圣法”，服兵役。

### 省厅制
1994年6月20日，麻原与奥姆真理教内的骨干成员，以日本目前政府机构为参考，模拟日本政府机构的组织系统，建立起省厅制的奥姆国家的“影子政府”。并在其内设置了类同日本的政府机构的21个省厅等部门机构，麻原本人是“神圣法皇”，下辖21个省厅等机构，例如法皇官房、法皇内厅、东西信徒厅、新信徒厅、谍报省（负责收集情报） 、自治省（负责应付警方）、防卫厅（负责警备）、食料厅、建设省（负责备战设施）、治疗省（负责医疗）、文部省、邮政省、厚生省（负责细菌研究）、科学技术省（负责化学实验）、车辆省（负责运输）、劳动省、大藏省、流通监视省、商务省、外务省（负责外交）、法务省以及究圣音乐院（负责文艺）、新人研修所、服装班等，此外还有奥姆株式会社、学术研究会及附属医院等附属分支机构。每个机构都设有长官（大臣），如麻原之妻松本知子是邮政省长官，麻原16岁的长女是流通监视省长官，麻原12岁的三女是法皇官房长官（法皇官房的實際掌理者為法皇官房次長石川公一）。大藏省长官是石井久子，她也是麻原的贴身女秘书，掌管着奥姆真理教上千亿日元的资产。此外治疗省长官是林郁夫，自治省长官是新实智光，科学技术省长官是村井秀夫和丰田亨等。在奥姆真理教各个“省厅”中，科学技术省下属人员最多，共有成员263人，其主要成员均是研究物理、机械、化学的高级工程师。沙林毒气等许多化学武器就是由他们研制提炼出来的。
麻原被指在6月27日凌晨召集成員到阿佐谷一家由奧姆真理教經營的餐廳，並進行「省廳制啟動儀式」。

#### 奥姆真理教「省厅」一览表
| 省厅名称   | 長官（事实上的長官）                | 省務                                                       |
| ---------- | ----------------------------------- | ---------------------------------------------------------- |
| 法皇官房   | 麻原的三女 （石川公一法皇官房次長） | 為神聖法皇的直屬機關，負責各種修行儀式及其他各省廳間的調整 |
| 法皇内廳   | 中川智正                            | 負責神聖法皇的生活事務                                     |
| 究聖音樂院 | 石井紳一郎                          | 負責真理教的音樂                                           |
| 諜報省     | 麻原的四女 （井上嘉浩諜報省次官）   | 負責教團非法活動，或為此進行情報收集                       |
| 外務省     | 上祐史浩                            | 負責教團對外事務                                           |
| 大藏省     | 石井久子                            | 負責教團經營事務及物資購入                                 |
| 自治省     | 新实智光                            | 負責教團内保安事務，對信徒的懲罰，揭發間諜                 |
| 科学技術省 | 村井秀夫                            | 負責製造自動手槍，及建設沙林毒氣製造廠                     |
| 第一厚生省 | 遠藤誠一                            | 負責研發製造細菌兵器及違法藥物                             |
| 第二厚生省 | 土谷正实                            | 負責研發製造化學兵器及違法藥物，由於土谷和遠藤不和導致分裂 |
| 治療省     | 林郁夫                              | 負責管理奥姆真理教附屬醫院                                 |
| 建設省     | 早川紀代秀                          | 負責建設教團設施及購買用地                                 |
| 法務省     | 青山吉伸                            | 負責教團的訴訟事務                                         |
| 文部省     | 杉浦茂                              | 負責已出家信徒子弟的教育及教典的翻譯                       |
| 商務省     | 越川真一                            | 負責經營和教團有關的公司                                   |
| 劳動省     | 山本真由美                          | 負責已出家信徒的生活指導                                   |
| 郵政省     | 松本知子                            | 負責編輯教團的出版物等                                     |
| 流通監視省 | 麻原的長女                          | 負責監督教團的糧食分配                                     |
| 車輛省     | 野田成人                            | 負責教團車輛的運作及維修                                   |
| 防衛厅     | 岐部哲也                            | 負責管理維修教團的空氣清新機「宇宙清洗器」                 |
| 東信徒厅   | 飯田绘里子                          | 負責管理居住於東日本地區的信徒                             |
| 西信徒厅   | 都澤和子                            | 負責管理居住於西日本地區的信徒                             |
| 新信徒厅   | 大内早苗                            | 負責管理白衣愛教軍                                         |

## 覆灭
1995年3月，日本警方强行搜查奥姆真理教，查出奥姆真理教曾暗中策划一系列颠覆国家政权的「宏伟计划」，而且很多计划都已到了实施阶段。其中，最骇人听闻的当属预定于当年11月进行的「十一月战争」计划：即使用俄制军用直升机喷洒毒气，“集中消灭”国家元首，并通过获取浓缩型核武器将“日本拖入与美俄的核战争中”，最终利用国家权力真空之机控制混乱的日本。
从1994年开始，奥姆真理教为武力夺取政权制造了一系列反政府、反社会的恐怖活动，策划并实施了多起沙林毒气事件。1994年6月27日在长野县松本市制造松本沙林毒氣事件，7人死亡，200多人受伤。1995年3月20日，麻原又指使死党将沙林毒气带入东京地铁，制造了震惊世界的东京地铁沙林毒气事件，造成11人死亡，5500人受伤的惨剧。随后奥姆真理教为掩人耳目于5月11日在教内废止了省厅制。
东京地铁毒气事件发生后，日本政府紧急动用了大量警力，追捕凶犯。由于自卫队中奥姆教信徒的告密，经过几个多月的努力，1995年5月16日，麻原彰晃于东京奥姆真理教总本部道场的密室中被警方逮捕。同时落网的，还有40多名主要头目。最终，经历了大规模的搜捕，大部分奥姆真理教骨干成员落网。6月6日，東京地方檢察院以杀人和杀人未遂罪对麻原为首的7名骨干进行起诉。6月30日，东京地方检察院和东京都政府分别向东京地方法院提出解散奥姆教的请求。经过4个月的紧张调查，东京地方法院于10月30日颁令，认定奥姆真理教“从事了违反法律，损害社会公共秩序的行为，而且，由于其行为严重偏离了宗教法人的目的，依据《宗教法人法》第81条的规定，宣布解散奥姆真理教”。同时没收教团全部财产，并宣布其破产。对以麻原为首的奥姆教犯罪团伙进行刑事审判。在俄罗斯，莫斯科地方法院也宣布立即停止奥姆真理教一切活动，查封了其莫斯科支部。麻原彰晃建立起的真理国遂宣告土崩瓦解。

## 研究书目
- 林郁夫『オウムと私』文藝春秋〈文春文庫〉、2001年、ISBN 978-4167656171
- 岛田裕巳（日语：島田裕巳）『オウム』トランスビュー、2001年、ISBN 978-4901510004